# Far
|  | Per a altres significats, vegeu «Far (desambiguació)». |

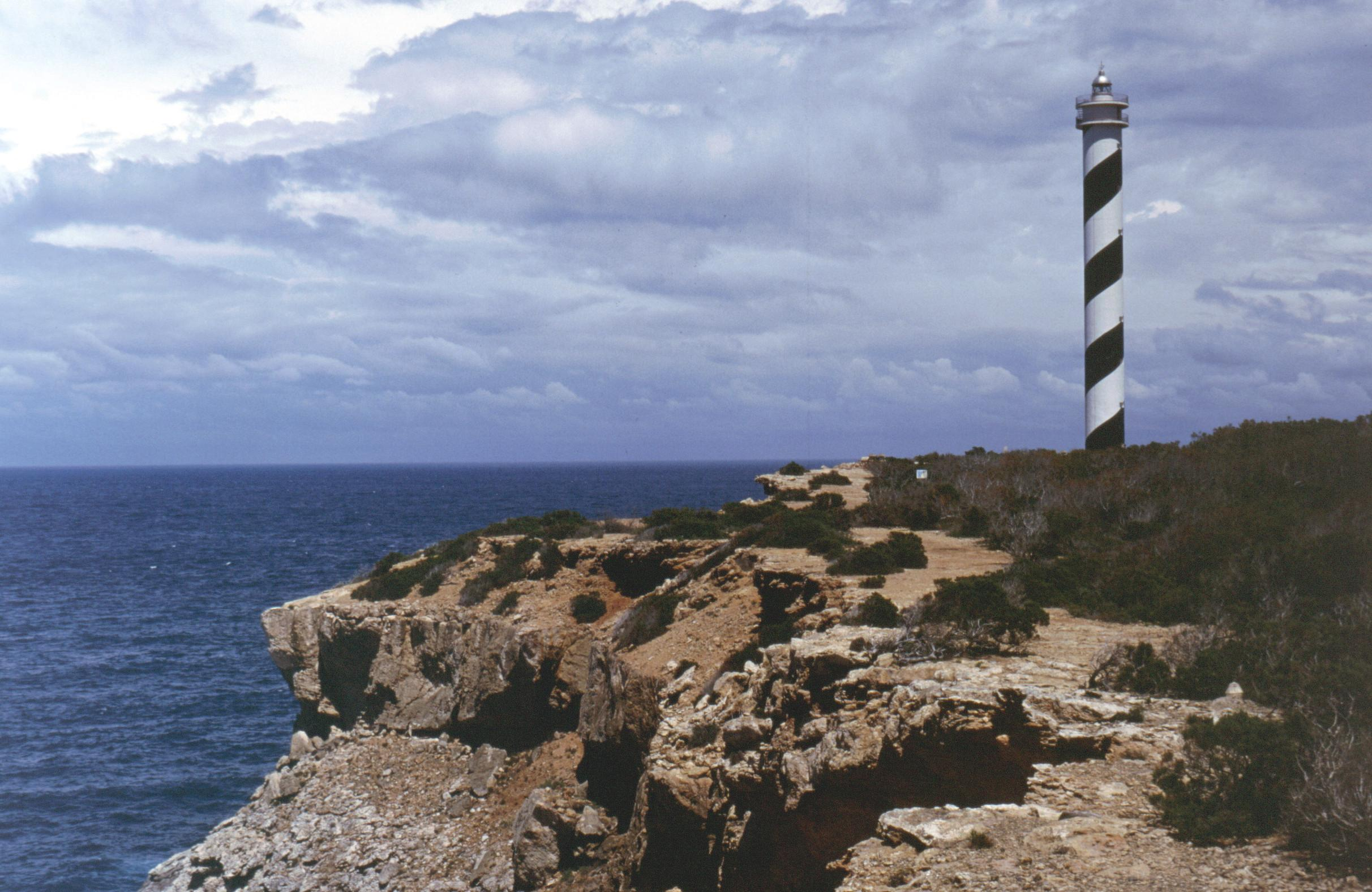
Far de punta Moscarté, a l'Illa d'Eivissa

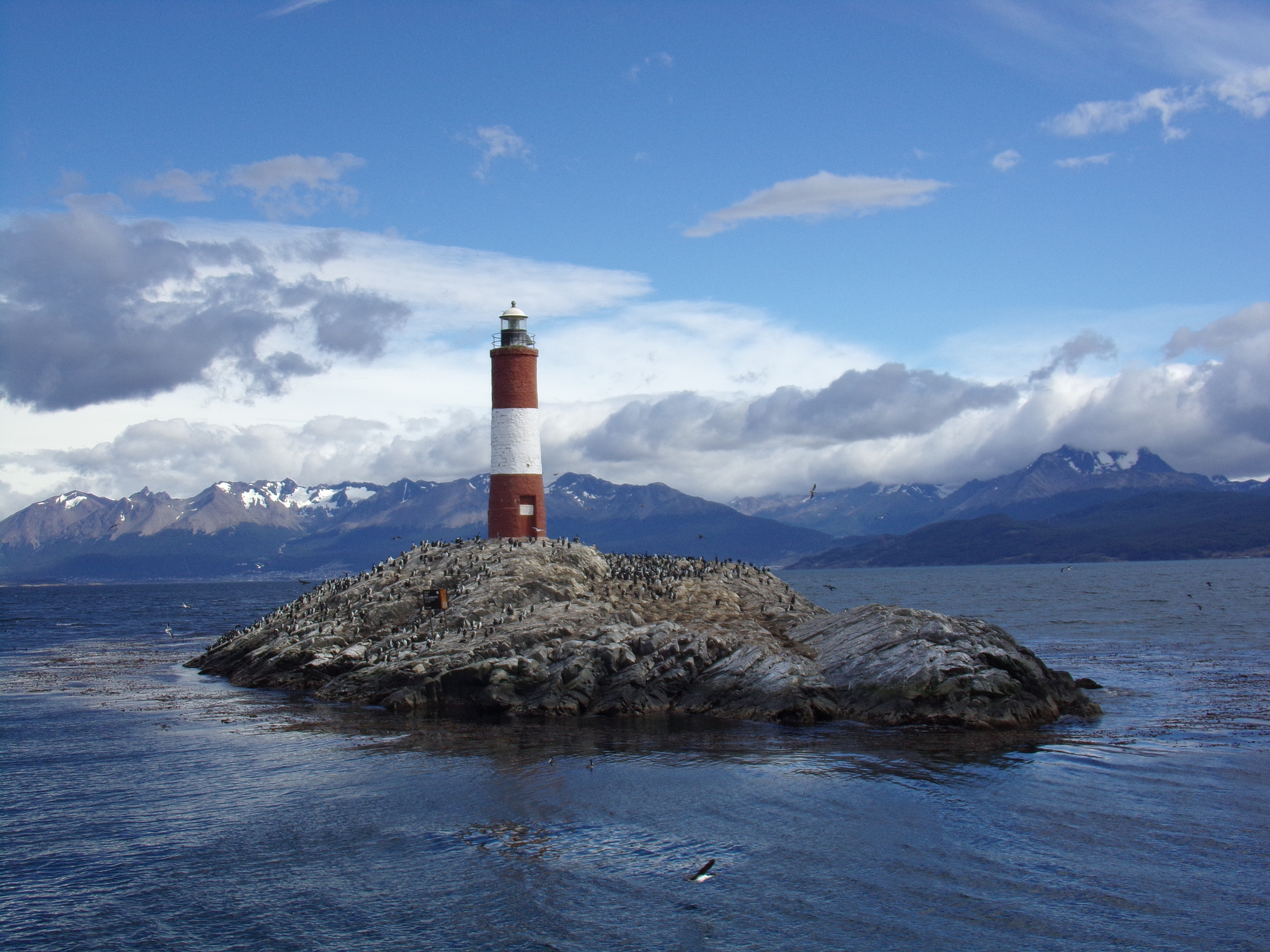
Far de la fi del món a Ushuaia, Argentina

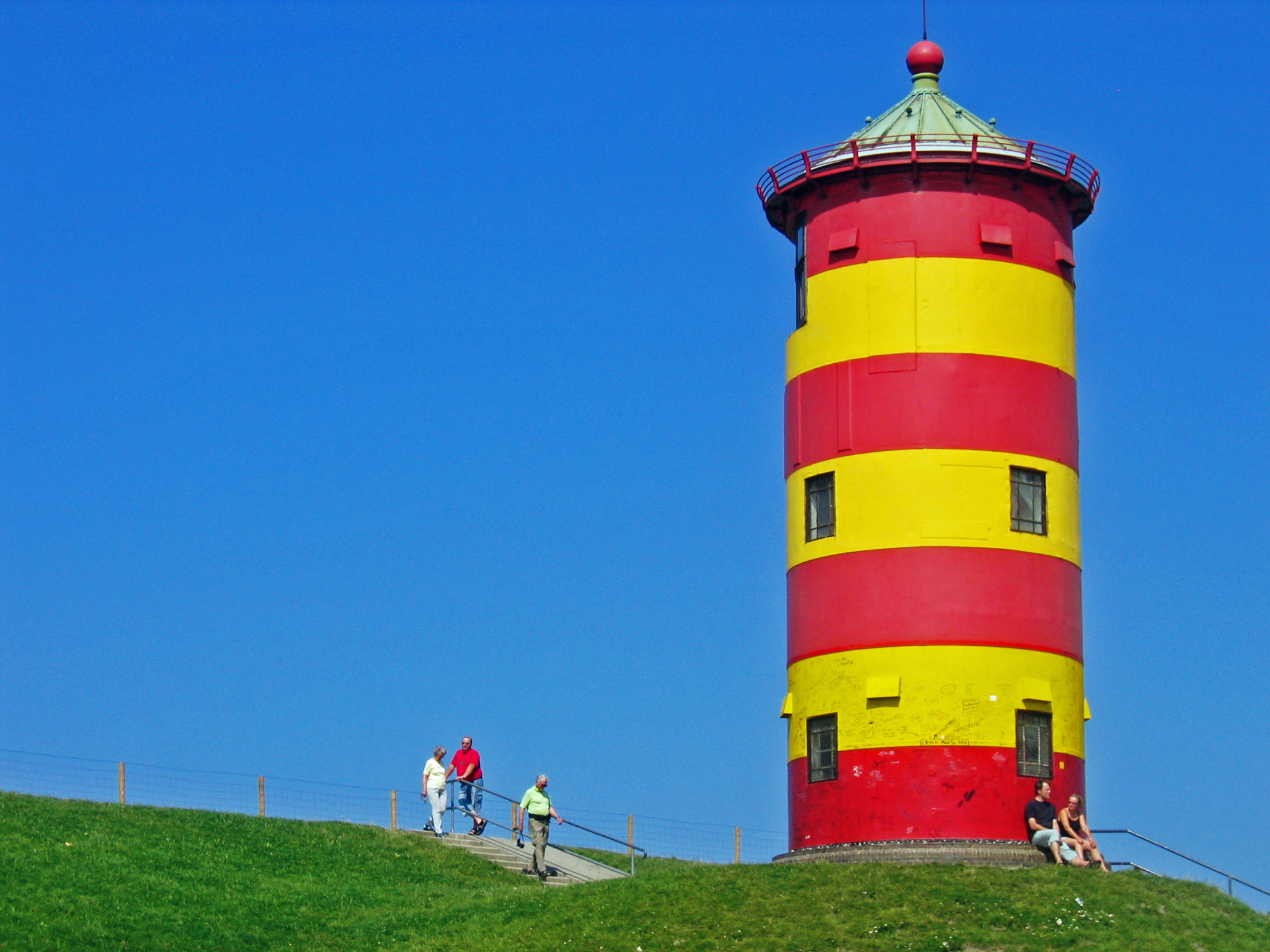
El Far de Pilsum (Krummhörn, Alemanya)

El far consisteix en una edificació en forma de torre amb un aparell lluminós a la part més alta que emet senyals de llum, per mitjà d'un conjunt de llums i lents en un interval de temps determinat. Serveixen com a ajuda a la navegació marítima i per avisar de perills en la costa o entrades de ports. Qui s'encarrega d'aquest edifici és un faroner o una persona farera.

## Etimologia
L'origen de la paraula far es deu a la construcció, en l'illa de Pharos —enfront de la ciutat d'Alexandria, a l'antic Egipte—, d'una torre d'uns 134 metres d'alçada amb un foc al damunt, per guiar les naus.

## Característiques

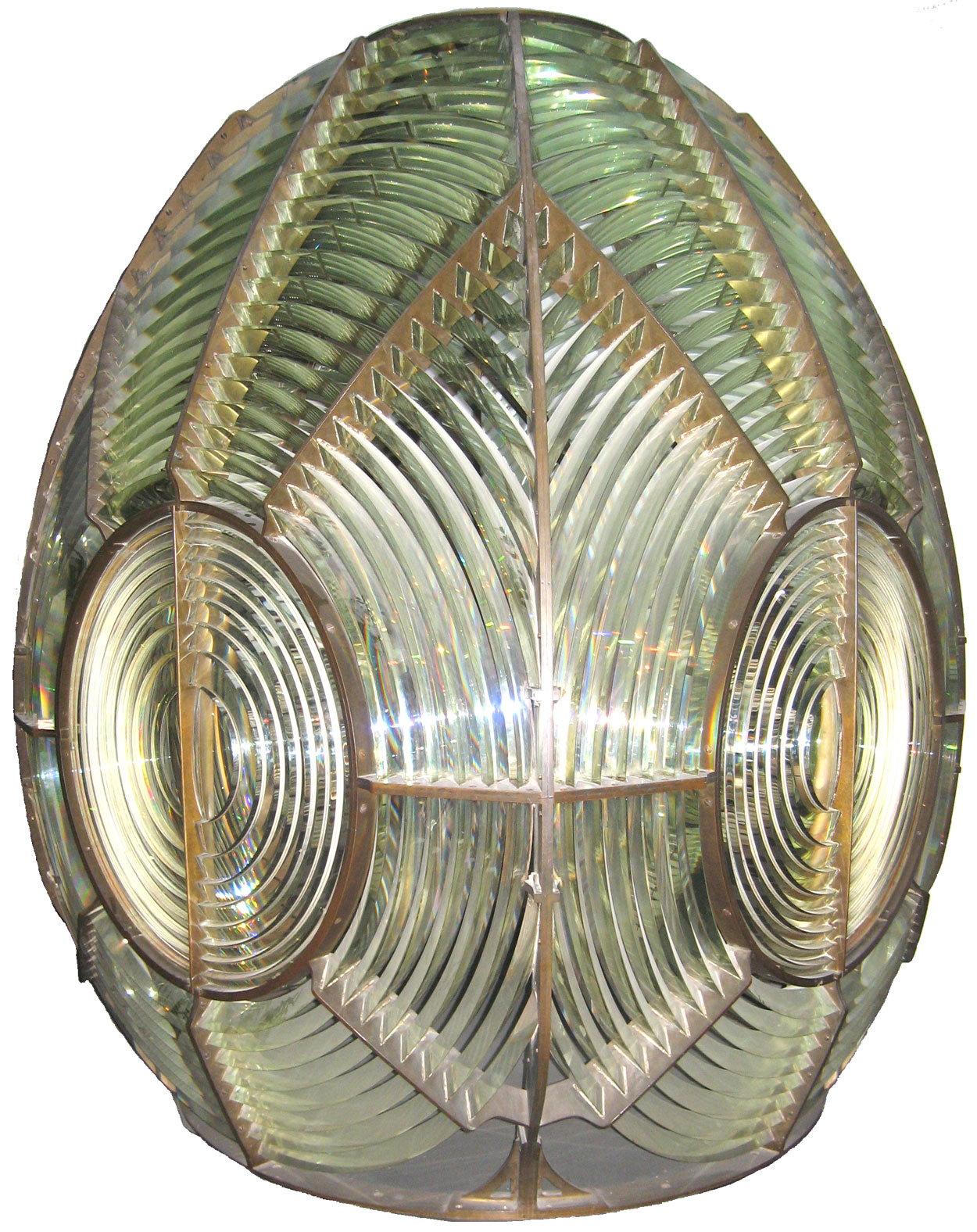
Lent fresnel

La concentració eficient de la llum des d'una font omnidireccional com la del tipus usat en els fars requereix unes lents d'un diàmetre molt gran. Això comportava unes lents molt gruixudes i pesants, fins a l'aparició de les lents fresnel, el disseny de les quals va permetre la construcció de grans lents i d'un punt focal més curt sense el pes i el volum de les anteriors.
Per conservar l'energia, la llum es concentra de dues maneres:
- verticalment, on la llum es concentra en un feix horitzontal.
- horitzontalment, on la llum es concentra en una o dues direccions, però la rotació de la làmpada fa que es vegi en tot l'horitzó.

En els marítims la llum disposa de lents de Fresnel el nombre de les quals, ample, color i separació varia segons cada far. Quan en la foscor el far es troba en funcionament, el llum emet feixos de llum a través de les lents, que giren en 360 graus.
En els aeris hi ha dos llums de diferent color, una gira (augmentant de lluentor) i l'altra solament destella quan la que gira passa pel nord.
Des del mar els vaixells no solament veuen la llum del far, que els adverteix de la proximitat de la costa, sinó que també ho identifiquen pels intervals i els colors dels feixos de llum, de manera que poden reconèixer enfront de quin punt de la costa es troben. Alguns fars també estan equipats amb sirenes, per emetre sons en dies de boira densa, quan el feix lluminós no és efectiu.
Els moderns sistemes de navegació per satèl·lit, com el GPS, han llevat importància als fars, encara que aquests segueixen sent d'utilitat per a la navegació nocturna, ja que permeten verificar el posicionament de la nau a la carta de navegació.

## Història dels fars

### Antiguitat, Edat Mitjana i Edat Moderna
La història del far com a element de seguretat marítima ha estat sempre lligada a la navegació humana des de l'Antiguitat, per assenyalar on es trobava la terra. A l'entrada dels ports construïts pels romans, solia haver-hi altes torres que servien de far a imitació del cèlebre d'Alexandria, erigit per Ptolemeu II, i el qual —recordant les pires d'apoteosi— estava format per piràmides truncades posades en disminució una sobre unes altres. De vegades, també s'empraven com a fars figures colossals. Tal era el Colós de Rodes.
És molt probable que els fars existissin abans de les èpoques romanes i gregues, i que els fenicis i els cartaginesos encenien fogueres a la part alta de les torres de vigia que aixecaven en punts destacats de les costes. Dels fars construïts pels romans queden pocs vestigis, tot i que alguns encara conserven el seu aspecte original, com el far poligonal del Castell de Dover, a Anglaterra. La torre d'Hèrcules de La Corunya, tot i que va ser reformada i revestida al segle xviii, ha conservat la forma quadrada de la seva torre original.

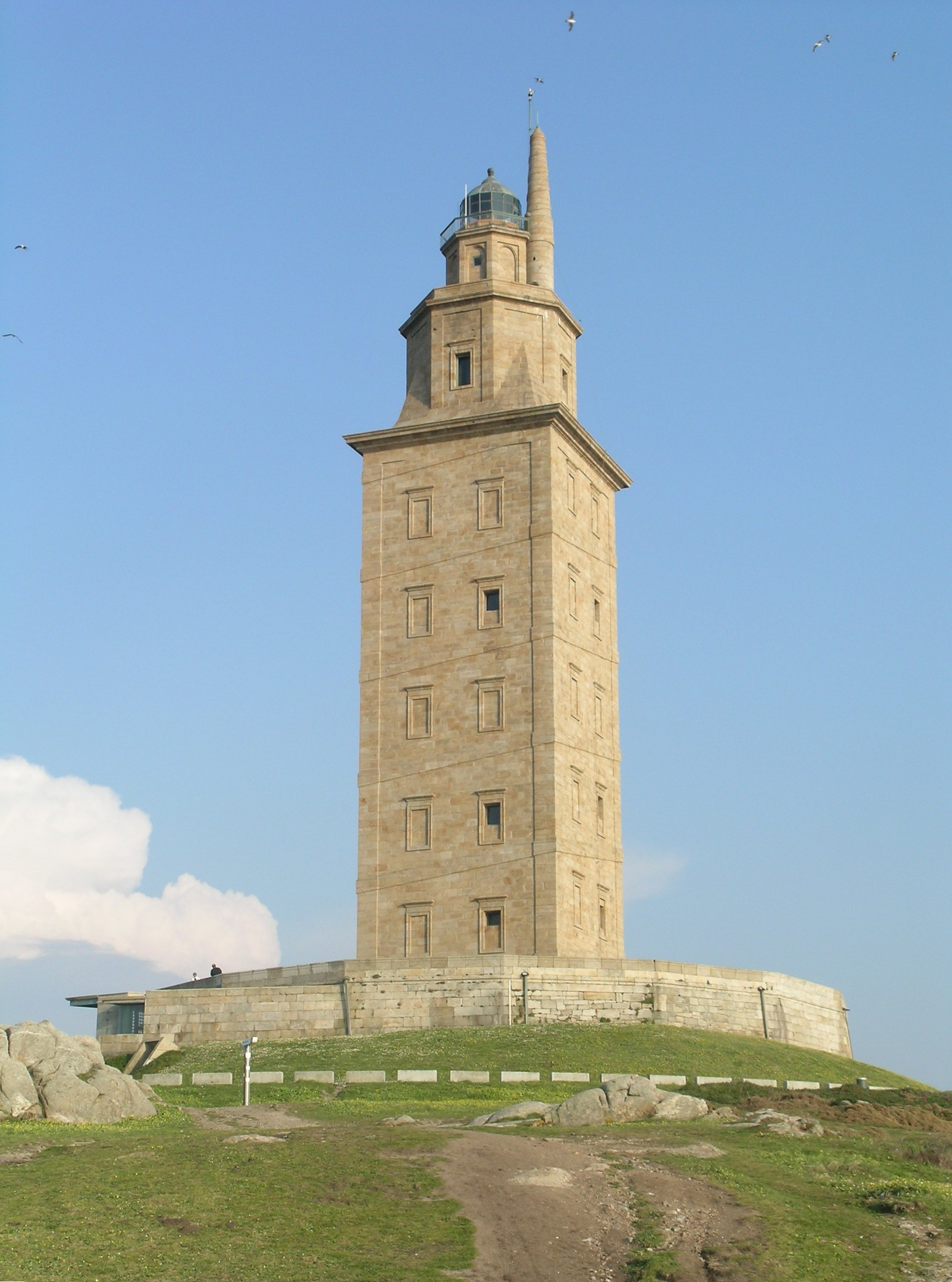
La torre d'Hèrcules de la Corunya, Galícia.

Durant l'Edat Mitjana, els fars no van ser objecte de cap perfeccionament, excepte en el seu decorat, que de vegades va ser molt notable. En el segle xvii, no eren encara els fars més que fogueres de fusta de carbó que cremaven o bé belles llums tancades dins de llanternes de vidre fins que en 1782 l'enginyer Teulère va reemplaçar aquests mitjans imperfectes per llums de reflectors parabòlics. Ja alguns fars disposaven a la part alta de la seva torre d'una llanterna en la qual es col·locaven bells llums d'oli o sistemes amb metxes introduïdes en sèu, sent tots dos sistemes molt estesos a Espanya.
Les costes de l'antiga Al-Andalus encara conserven torrasses de vigia medievals i renaixentistes al llarg de les seves costes. El Pla de Senyals Marítims de 1985/1989 va començar a recuperar per primera vegada aquest patrimoni històric, adaptant algunes talaies a les exigències dels fars moderns i rehabilitant la seva estructura original; com la torrassa troncocònic del far de Camarinal a Zahara de los Atunes o la torre quadrada del far de Roche, a Conil de la Frontera, tots dos a (Cadis). Entre els fars més antics d'Espanya, cal destacar també el far de Portopí, en l'entrada de l'antic port de Palma. Es té constància documental de la seva existència des del segle xiv, i en documents del segle xv la seva torre és descrita com una torre de planta circular i proveïda d'una llanterna.
Fora d'Espanya, els fars de l'Edat Moderna que han arribat fins als nostres dies mostren arquitectures de les més dispars, d'acord amb el context històric de cada país. El far de Cordouan (França), en la seva versió original de principis de segle xvii, era un edifici compost de diverses plantes superposades i profusament decorades, la secció de les quals disminuïa segons es pujava. Disposava d'una llanterna de maçoneria, habitatge pels farers, una àmplia capella a la qual la llum arribava a través de vidrieres, i una escala interna. El far de Kõpu, un far construït a principis del segle XVI a la costa bàltica d'Estònia, va ser concebut com una austera fortalesa composta d'una torre cuboide massissa flanquejada per gruixuts contraforts; no tenia habitacions interiors i s'accedia a la plataforma superior per una escala exterior de fusta.

### Delseglexviiial segle XX

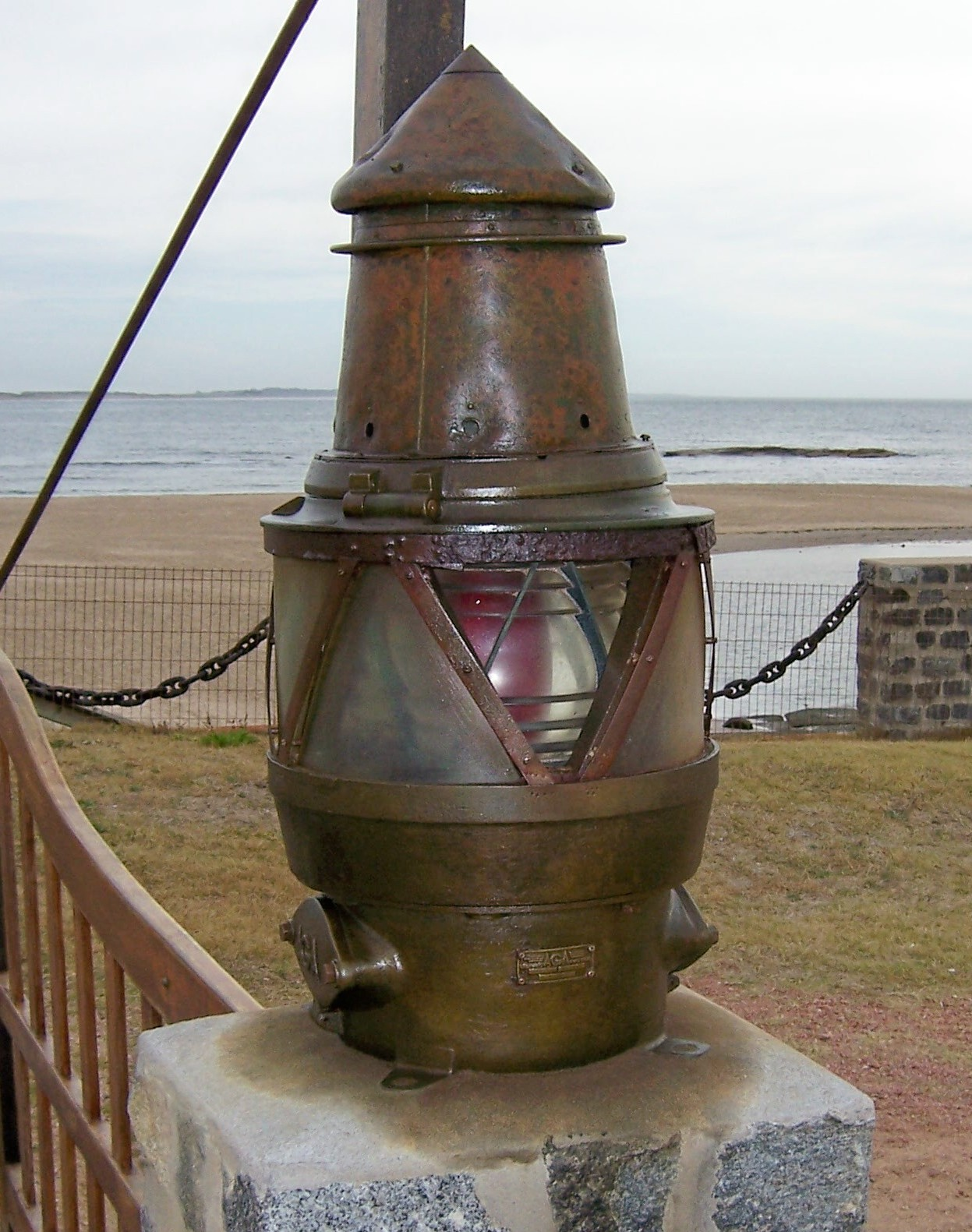
Antic llum del far de José Ignacio, Uruguai.

A principis del segle xviii van aparèixer les primeres llanternes metàl·liques, que aguantaven millor la calor de les flames, però va caldre esperar fins a finals de segle perquè els fars coneguessin avanços tecnològics significatius. En 1786 l'enginyer francès Joseph Teulère va reemplaçar l'antic sistema per llums composts per un quinqué –inventat en 1784 pel suís Ami Argand– envoltat de reflectors parabòlics de metall brunyit, i va idear el primer sistema de rotació mecànic. Havien nascut els primers aparells catòptrics, i les primeres llums giratòries. El primer veritable aparell de centelleigs i eclipsis va ser instal·lat a Suècia, en el far de Marstrand. En el dispositiu de Teulère els miralls miraven cap al centre del cercle on estava el llum; en el de Marstrand es dirigien cap a fora. Però es perdia molta llum perquè la superfície del metall absorbia part dels rajos i es deteriorava per l'acció de la sal marina.

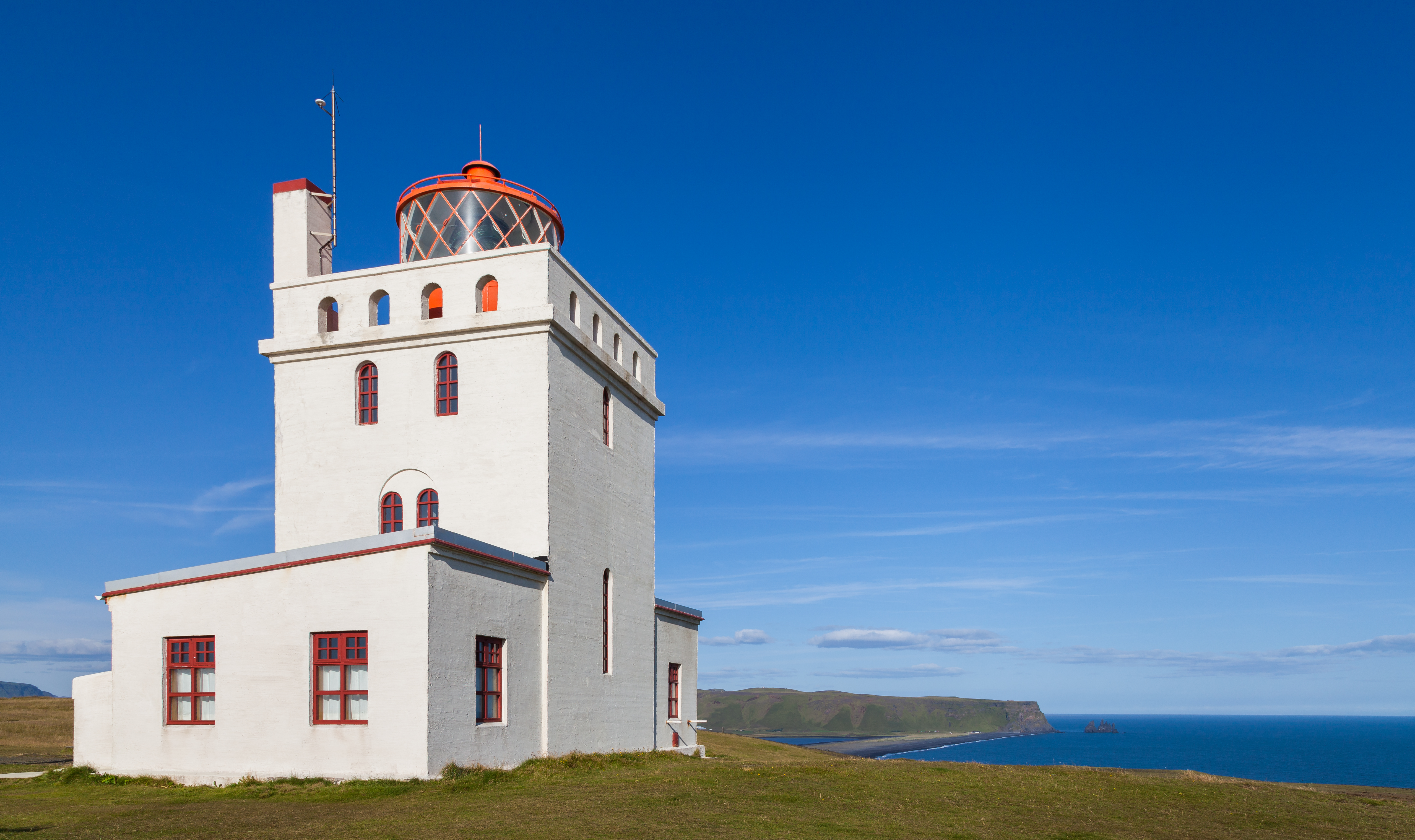
Far de Dyrhólaey, Suðurland, Islàndia.

En el segle xix, la il·luminació dels fars va fer un pas immens amb la invenció per part d'Augustin Fresnel de les lents escalonades, compostes per una lent central envoltada per una sèrie d'anells prismàtics concèntrics de poc espessor, que concentren i intensifiquen el feix de llum. Aquest sistema aprofitava les propietats de refracció de la llum, i produïa una llum molt més potent que l'obtinguda fins llavors amb miralls (reflectors). Fresnel i François Arago, van perfeccionar el seu sistema lumínic per a l'oficina estatal encarregada dels fars i les balises de França, i la lent de Fresnel va ser instal·lada per primera vegada en 1823 en el far de Cordouan.
La font d'alimentació també va evolucionar amb el temps, i entre el segle XVII i el segle xix diversos combustibles van ser utilitzats successivament: del carbó es va passar a olis de peix, olis minerals i olis vegetals (colza i oliva), millorant el tipus de metxes que eren cada vegada més denses. A Espanya, el combustible majoritàriament utilitzat des d'almenys l'Edat Mitjana era l'oli d'oliva, fins que a l'últim quart del segle xix es van abandonar els olis vegetals en benefici dels olis minerals, com la parafina, anomenada parafina d'Escòcia.
Entre 1824 i 1826, Augustin Fresnel va començar a experimentar uns tipus d'enllumenat per a fars que utilitzaven gasos procedents de la destil·lació de diferents productes oliosos. El segle xix es va veure implantar l'ús de gasos produïts per la destil·lació del quitrà i de residus de petroli, l'anomenat gas Pintsch, però sobretot la seva versió millorada, el gas Blau, que començarà a ser utilitzat a partir de 1890. En la mateixa època, el suís Carl Auer va inventar uns cabells incandescents incombustibles que es col·locaven sobre la flama per intensificar la seva llum. Des dels últims anys del segle xix, l'electricitat va començar a subministrar llum a alguns fars gràcies a llums d'arc elèctric, però aquest sistema no va ser desenvolupat perquè es va preferir l'ús del vapor de petroli que es va estendre en iniciar-se el segle xx.

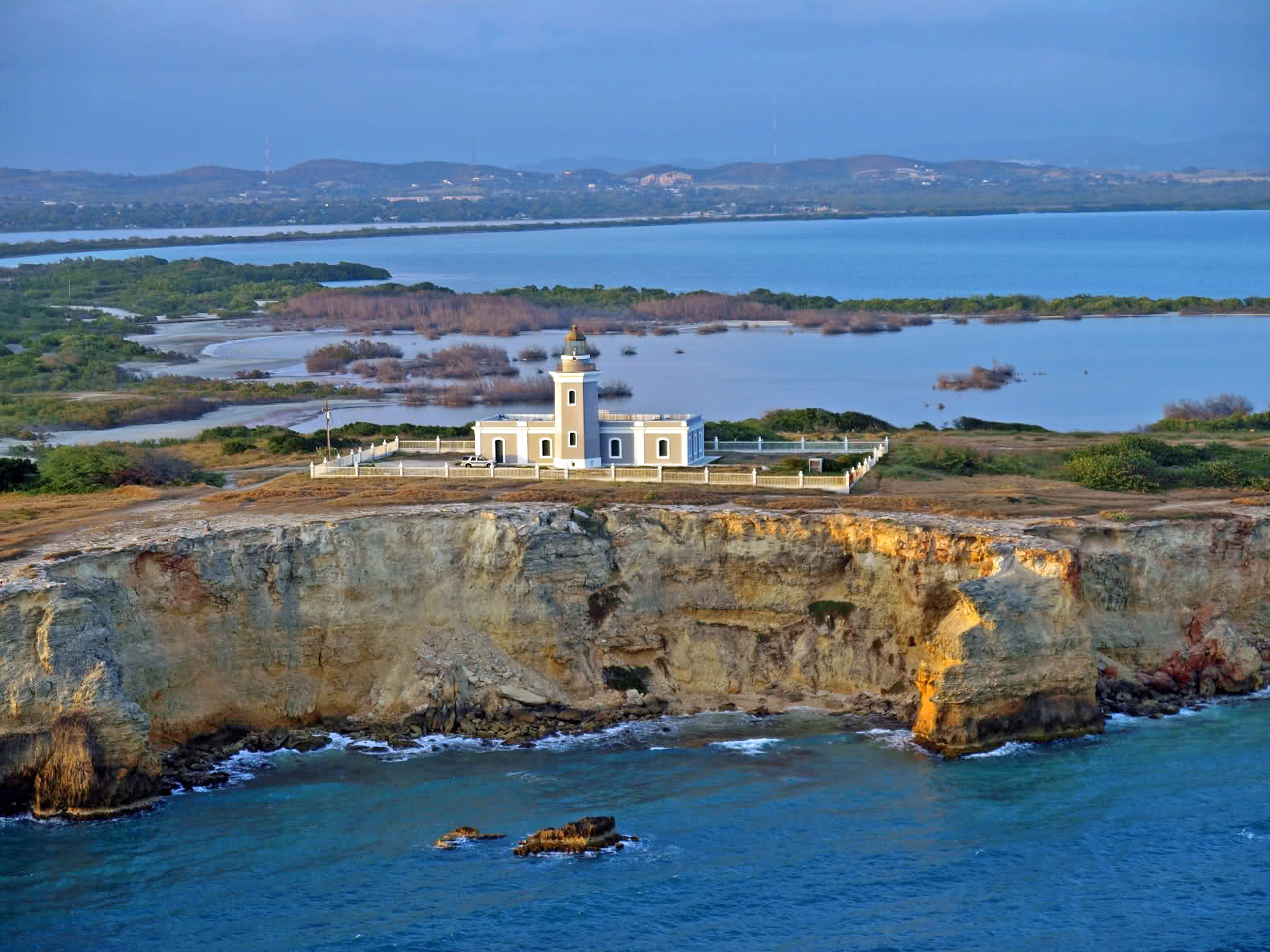
Far de Los Morrillos, Cabo Rojo, Puerto Rico.

En el transcurs del segle xix, es van establir per primera vegada a Europa plans nacionals destinats a impulsar la construcció de fars al llarg dels litorals, i es van crear normatives per harmonitzar el sistema de senyalització marítima. A Espanya, el primer pla és el Pla General d'Enllumenat Marítim de les Costes i Ports d'Espanya i Illes Adjacents, que data de 1847. Va ser millorat amb el pla general de 1902, gràcies a l'experiència adquirida després de gairebé 50 anys de funcionament. Es van classificar els fars adoptant el model imperant a França, segons el qual existien sis ordres de fars en funció de la distància focal i el diàmetre interior de les òptiques. La intensitat lluminosa es calculava en carcers que equivalien a 9,74 candeles.
Es van normalitzar les llanternes que eren de dos tipus: l'anglès, amb una cúpula cònica de laterals inclinats i col·locada sobre un sòcol cilíndric, i el francès, la cúpula del qual era cilíndrica amb laterals verticals i col·locada sobre una base de maçoneria. A Espanya es va adoptar el sistema francès per als primers fars edificats després del pla general de 1847.
En els anys 1920, el suec Gustaf Dalén va idear un llum de gas acetilè que produïa centelleigs automàtics i podia ser giratòria gràcies a la pressió del gas. Aquest invent va obrir pas als primers fars no vigilats, i va poder ser instal·lat en boies i balises de poca intensitat. Amb el segle XX apareixeran també el butà i el propà, fins que el subministrament elèctric es va generalitzar a partir de mitjans de segle. Des dels primers cablejats elèctrics, s'ha passat gradualment a generadors o grups electrògens, o sovint a plaques solars si la llum no requereix molta potència.
El primer far espanyol electrificat va ser el Far de cabo Villano, a la Costa da Morte, de la província de La Corunya. L'energia elèctrica s'obtenia gràcies a dues grans dinamos accionades per màquines de vapor.
Fins a finals del segle xx, els fars tenien guardafars, també anomenats farers, que acostumaven a viure en el mateix far, i que havien d'ocupar-se del manteniment i de la neteja del far, sobretot de les instal·lacions lumíniques. Actualment, els fars que segueixen en ús són operats en la seva majoria de forma automàtica, i vigilats a distància.
Els fars aeris solen estar generalment en aeroports militars, com és el cas a Torrejón de Ardoz.

## Regulacions
Els fars són codificats nacionalment i internacional amb un número als llibres de fars, als quals es descriuen: el seu nom, la seva situació i posició en latitud i longitud, l'alçada del focus lluminós sobre el nivell del mar, la seva forma i color, el tipus de llum, el color, les agrupacions, la intensitat i la duració de les llampades en el temps; i la longitud nominal de la llampada.